# Grammy Award de Melhor Álbum de R&B
O Grammy Award para Best R&B Album é uma das categorias dos Grammy Awards, uma cerimónia estabelecida em 1958 e originalmente denominada como Gramophone Awards, concedido para os artistas de gravação de obras de qualidade nos álbuns do gênero musical R&B. As várias categorias são apresentadas anualmente pela National Academy of Recording Arts and Sciences dos Estados Unidos em "honra da realização artística, proficiência técnica e excelência global na indústria da gravação, sem levar em conta as vendas de álbuns ou posições nas tabelas musicais".
De acordo com o guia de descrição de categorias do 54º Grammy Awards, o prêmio é reservado para álbuns "contendo pelo menos 51% do tempo total de material inédito de R&B" que também pode vir a "incorporar elementos de produção encontrados no rap". Entre os vencedores do prêmio estão produtores, engenheiros musicais, e mixers associados aos respectivos artistas. Em 2003, categoria foi subdividida em duas: Contemporary R&B Album é destinada para trabalhos de R&B mesclados a hip hop, enquanto a categoria original permaneceu reservada aos trabalhos mais tradicionais do gênero. Desde 2012, a categoria voltou a incluir gravações de todo o nincho R&B, inclusive as que antes concorriam na categoria "Contemporary R&B Album", que foi encerrada.

## Vencedores
| Ano  | Artista                   | Obra                            | Indicados | Referência |
| ---- | ------------------------- | ------------------------------- | --- | ---------- |

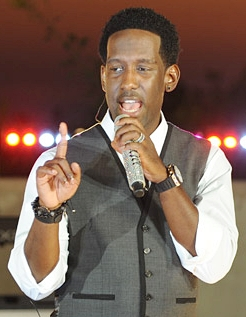
Boyz II Men foram os primeiros vencedores da categoria, em 1995.

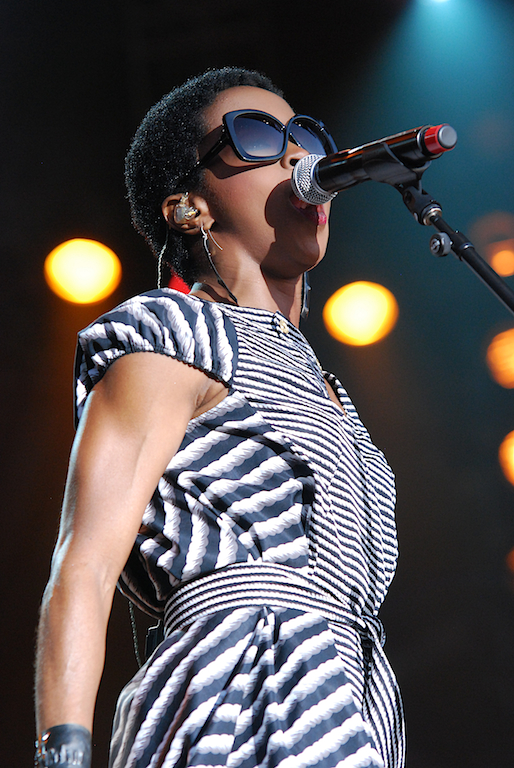
Por seu álbum The Miseducation of Lauryn Hill, Lauryn Hill venceu esta categoria e também como Álbum do Ano, em 1999.

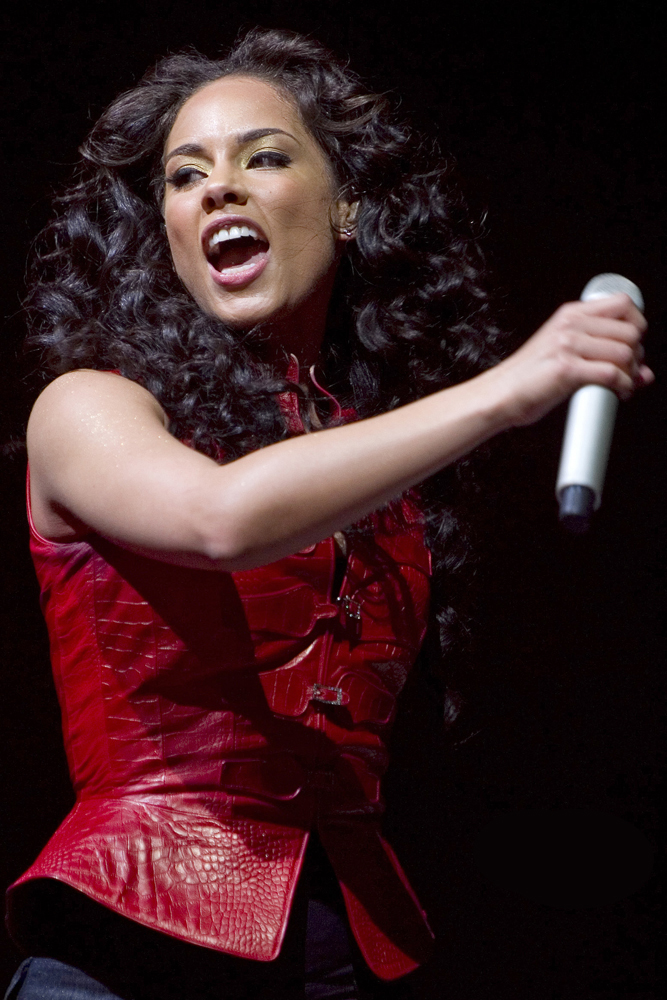
Alicia Keys venceu a categoria em 2002, 2005 e 2014.

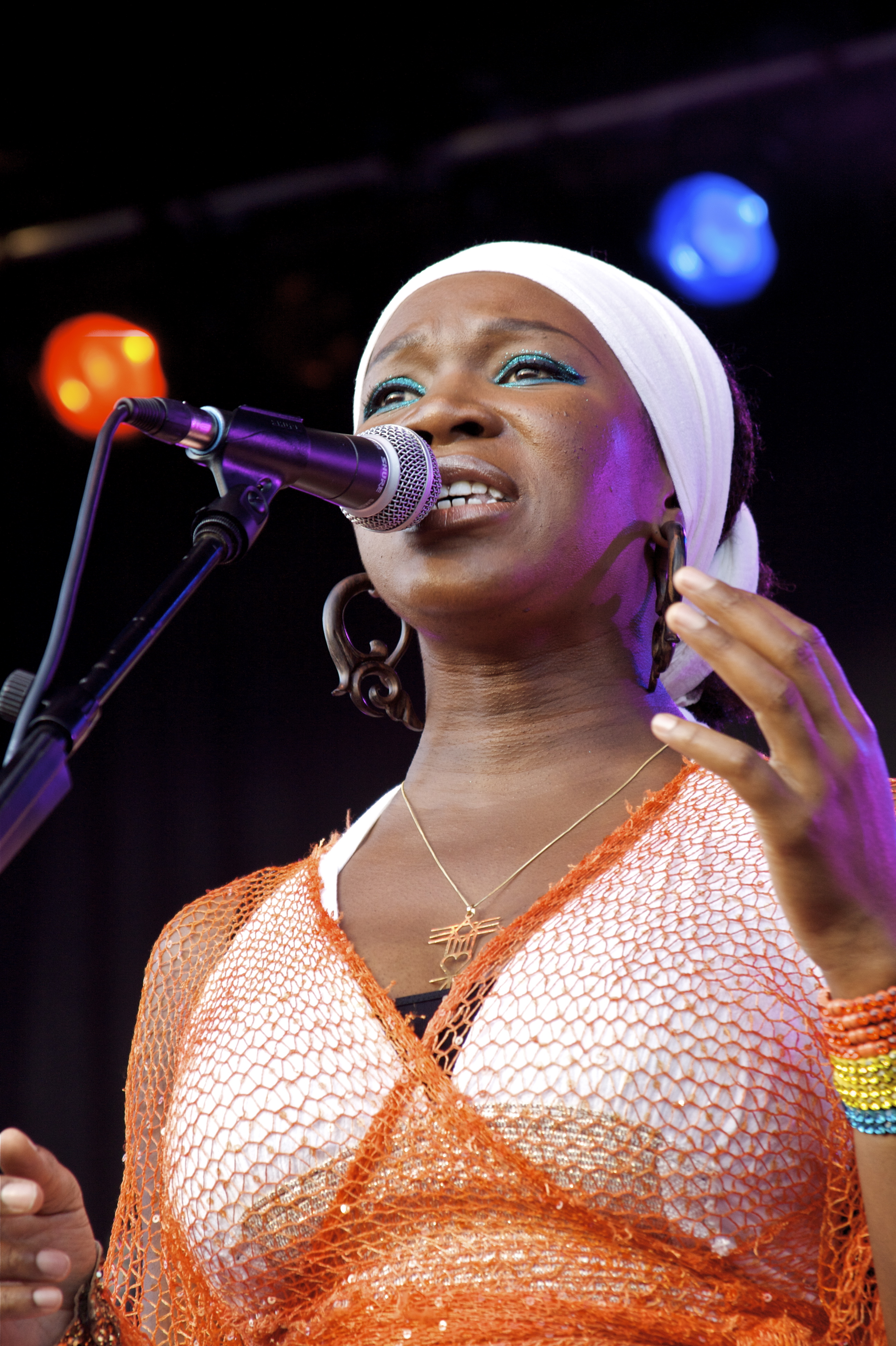
India.Arie, vencedora em 2003.

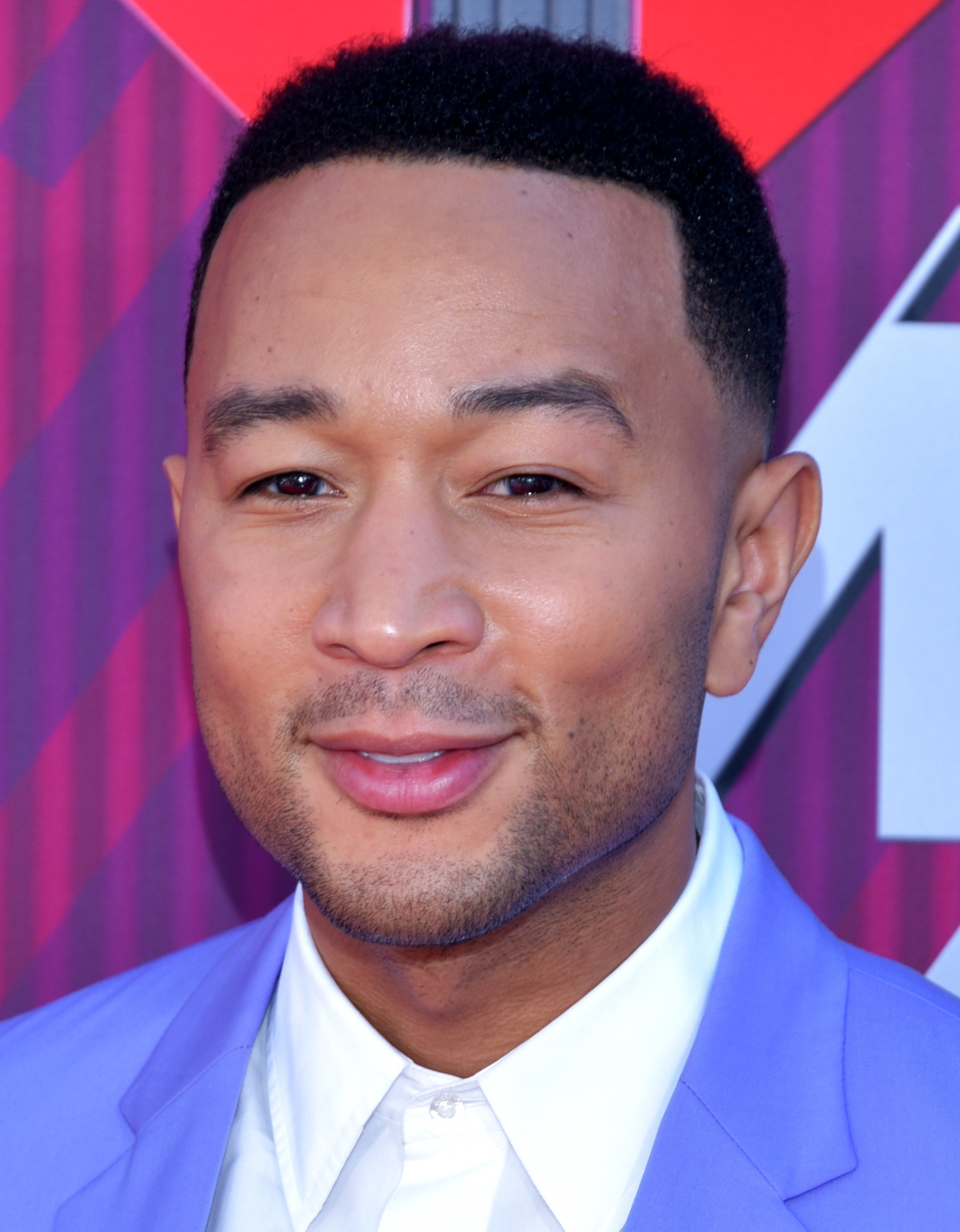
John Legend possui três vitórias na categoria, a mais recente em 2021.

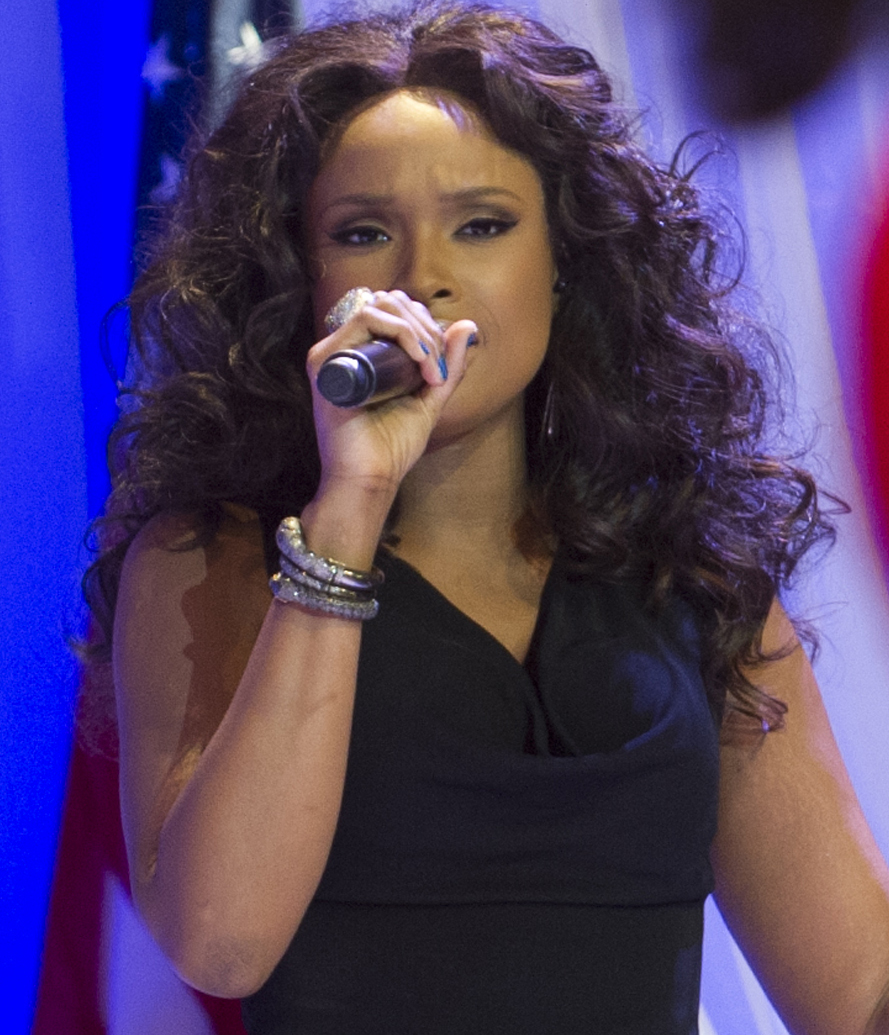
Jennifer Hudson, vencedora em 2009.

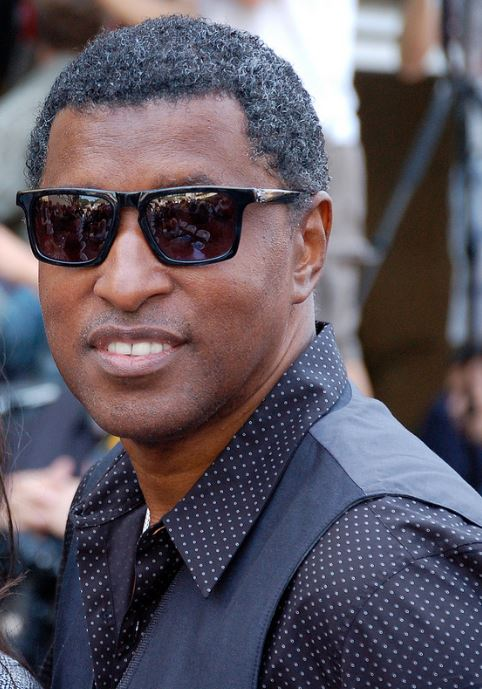
Babyface dividiu o prêmio de 2015 com Toni Braxton.

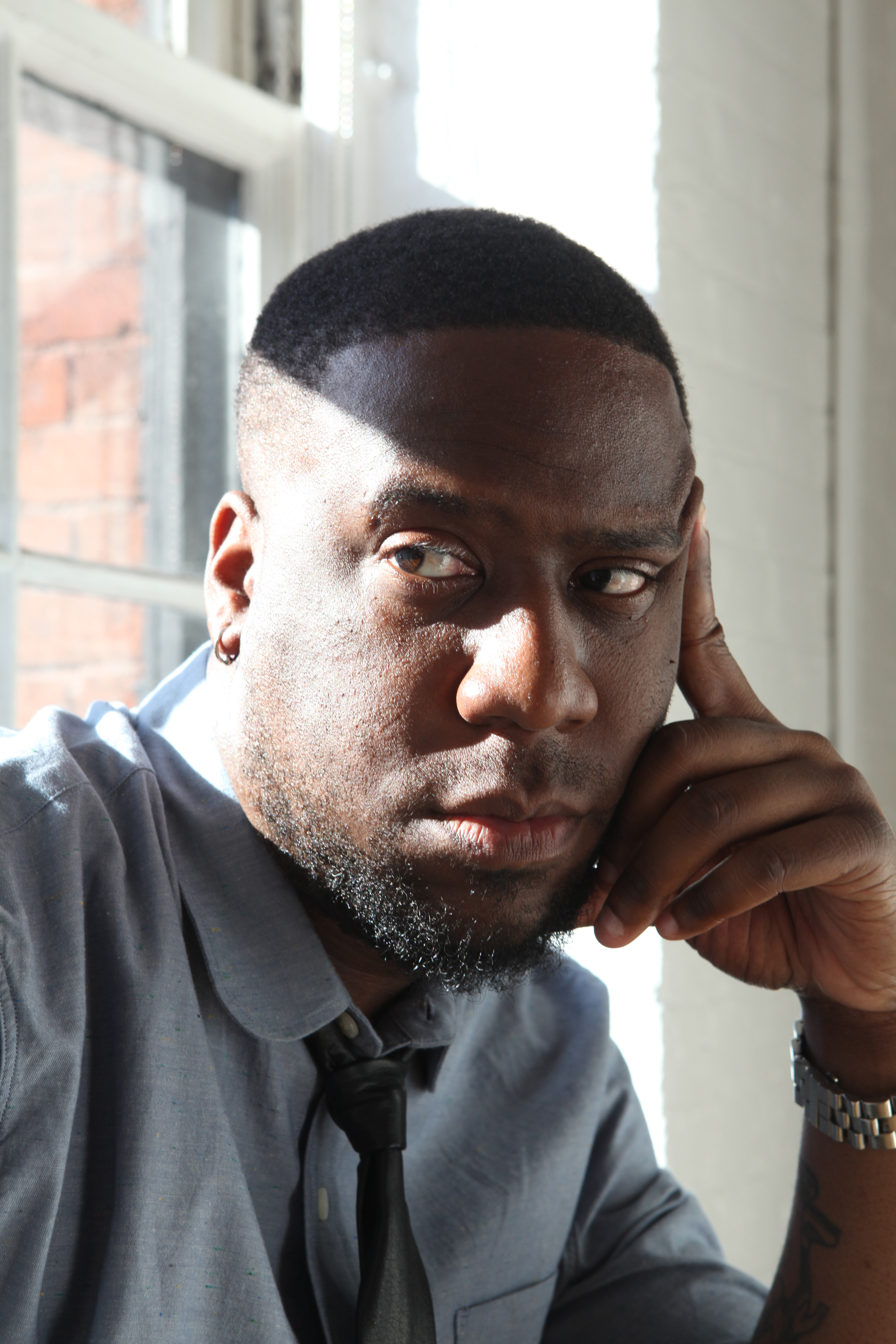
Robert Glasper, vencedor da categoria em 2013 e 2023.

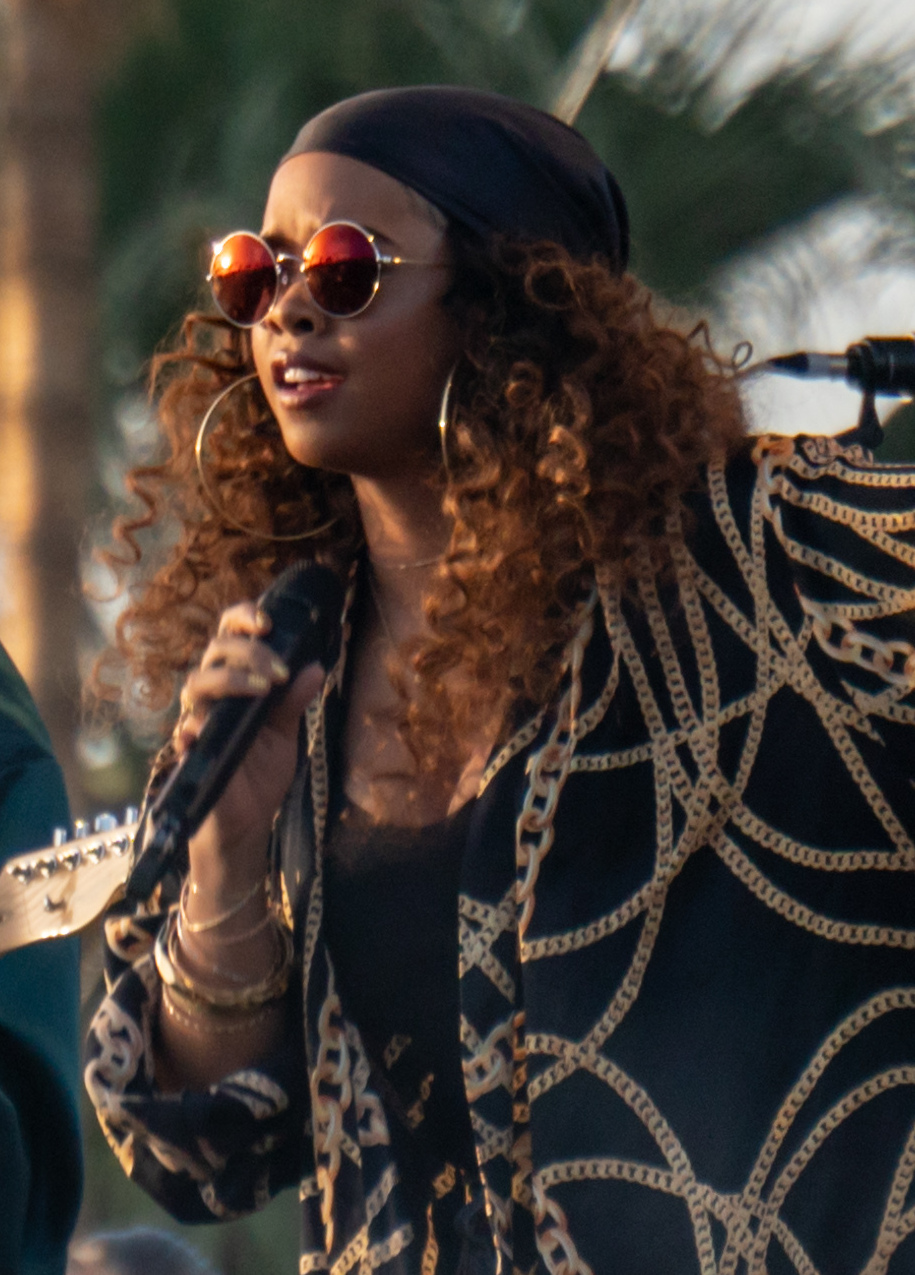
H.E.R., vencedora em 2019 com H.E.R. e indicada novamente em 2022 por Back of My Mind.

| 1995 | Boyz II Men               | II                              | - Anita Baker – Rhythm of Love - Tevin Campbell – I'm Ready - Gladys Knight – Just for You - Me'Shell NdegéOcello – Plantation Lullabies - Luther Vandross – Songs                 | [ 5 ]      |
| 1996 | TLC                       | CrazySexyCool                   | - Mary J. Blige – My Life - D'Angelo – Brown Sugar - Prince – The Gold Experience - Barry White – The Icon Is Love                                                                 | [ 6 ]      |
| 1997 | Tony Rich                 | Words                           | - Oleta Adams – Moving On - Maxwell – Maxwell's Urban Hang Suite - Curtis Mayfield – New World Order - Me'Shell NdegéOcello – Peace Beyond Passion                                 | [ 7 ]      |
| 1998 | Erykah Badu               | Baduizm                         | - Babyface – The Day - Mary J. Blige – Share My World - Boyz II Men – Evolution - Patti LaBelle – Flame - Whitney Houston – The Preacher's Wife: Original Soundtrack Album         | [ 8 ]      |
| 1999 | Lauryn Hill               | The Miseducation of Lauryn Hill | - Erykah Badu – Live - Brandy – Never Say Never - Aretha Franklin – A Rose Is Still a Rose - Maxwell – Embrya                                                                      | [ 9 ]      |
| 2000 | TLC                       | FanMail                         | - Mary J. Blige – Mary - Whitney Houston – My Love Is Your Love - R. Kelly – R. - Brian McKnight – Back at One                                                                     | [ 10 ]     |
| 2001 | D'Angelo                  | Voodoo                          | - Boyz II Men – Nathan Michael Shawn Wanya - Toni Braxton – The Heat - Joe – My Name Is Joe - Jill Scott – Who Is Jill Scott? Words and Sounds Vol. 1 - Sisqó – Unleash the Dragon | [ 11 ]     |
| 2002 | Alicia Keys               | Songs in A Minor                | - Aaliyah – Aaliyah - India.Arie – Acoustic Soul - Mary J. Blige – No More Drama - Destiny's Child – Survivor                                                                      | [ 12 ]     |
| 2003 | India Arie                | Voyage to India                 | - Joe – Better Days - Musiq – Juslisen - Raphael Saadiq – Instant Vintage - Remy Shand – The Way I Feel                                                                            | [ 13 ]     |
| 2004 | Luther Vandross           | Dance with My Father            | - Erykah Badu – Worldwide Underground - Blu Cantrell – Bittersweet - Aretha Franklin – So Damn Happy - The Isley Brothers – Body Kiss                                              |            |
| 2005 | Alicia Keys               | The Diary of Alicia Keys        | - Anita Baker – My Everything - Al Green – I Can't Stop - Prince – Musicology - Jill Scott – Beautifully Human: Words and Sounds Vol. 2                                            | [ 14 ]     |
| 2006 | John Legend               | Get Lifted                      | - Fantasia – Free Yourself - Earth, Wind & Fire – Illumination - Alicia Keys – Unplugged - Stevie Wonder – A Time to Love                                                          | [ 15 ]     |
| 2007 | Mary J. Blige             | The Breakthrough                | - Jamie Foxx – Unpredictable - India.Arie – Testimony: Vol. 1, Life & Relationship - Prince – 3121 - Lionel Richie – Coming Home                                                   | [ 16 ]     |
| 2008 | Chaka Khan                | Funk This                       | - Ledisi – Lost & Found - Musiq Soulchild – Luvanmusiq - Jill Scott – The Real Thing: Words and Sounds Vol. 3 - Tank – Sex, Love & Pain                                            | [ 17 ]     |
| 2009 | Jennifer Hudson           | Jennifer Hudson                 | - Eric Benét – Love & Life - Boyz II Men – Motown: A Journey Through Hitsville USA - Al Green – Lay It Down - Raphael Saadiq – The Way I See It                                    | [ 18 ]     |
| 2010 | Maxwell                   | BLACKsummers'night              | - Anthony Hamilton – The Point of It All - India.Arie – Testimony: Vol. 2, Love & Politics - Ledisi – Turn Me Loose - Charlie Wilson – Uncle Charlie                               | [ 19 ]     |
| 2011 | John Legend & The Roots   | Wake Up!                        | - Raheem DeVaughn – The Love & War MasterPeace - Fantasia – Back to Me - Jaheim – Another Round - Monica – Still Standing                                                          | [ 20 ]     |
| 2012 | Chris Brown               | F.A.M.E.                        | - El DeBarge – Second Chance - Ledisi – Pieces of Me - Kelly Price – Kelly - R. Kelly – Love Letter                                                                                | [ 21 ]     |
| 2013 | Robert Glasper Experiment | Black Radio                     | - Anthony Hamilton – Back to Love - R. Kelly – Write Me Back - Tamia – Beautiful Surprise - Tyrese – Open Invitation                                                               | [ 22 ]     |
| 2014 | Alicia Keys               | Girl on Fire                    | - Faith Evans – R&B Divas - John Legend – Love In The Future - Chrisette Michele – Better - TGT – Three Kings                                                                      | [ 23 ]     |
| 2015 | Toni Braxton & Babyface   | Love, Marriage & Divorce        | - Bern/hoft – Islander - Aloe Blacc – Lift Your Spirit - Robert Glasper Experiment – Black Radio 2 - Sharon Jones & The Dap-Kings – Give the People What They Want                 | [ 24 ]     |
| 2016 | D'Angelo & The Vanguard   | Black Messiah                   | - Leon Bridges – Coming Home - Andra Day – Cheers to the Fall - Jazmine Sullivan – Reality Show - Charlie Wilson – Forever Charlie                                                 | [ 25 ]     |
| 2017 | Lalah Hathaway            | Lalah Hathaway Live             | - BJ the Chicago Kid - In My Mind - Terrace Martin - Velvet Portraits - Mint Conditional - Healing Season - Mýa - Smoove Jones                                                     |            |
| 2018 | Bruno Mars                | 24K Magic                       | - Daniel Caesar - Freudian - Ledisi - Let Love Rule - PJ Morton - Gumbo - Musiq Soulchild - Feel the Real                                                                          |            |
| 2019 | H.E.R.                    | H.E.R.                          | - Toni Braxton - Sex & Cigarettes - Leon Bridges - Good Thing - Lalah Hathaway - Honestly - PJ Morton - Gumbo Unplugged                                                            |            |
| 2020 | Anderson .Paak            | Ventura                         | - BJ the Chicago Kid – 1123 - Lucky Daye – Painted - Ella Mai – Ella Mai - PJ Morton – Paul                                                                                        |            |
| 2021 | John Legend               | Bigger Love                     | - Ant Clemons – Happy 2 Be Here - Giveon – Take Time - Luke James – To Feel Love/d - Gregory Porter – All Rise                                                                     |            |
| 2022 | Jazmine Sullivan          | Heaux Tales                     | - Snoh Aalegra – Temporary Highs in the Violet Skies - Jon Batiste – We Are - Leon Bridge – Gold-Diggers Sound - H.E.R. – Back of My Mind                                          |            |
| 2023 | Robert Glasper            | Black Radio III                 | - Mary J. Blige – Good Morning Gorgeous (Deluxe) - Chris Brown – Breezy (Deluxe) - Lucky Daye – Candydrip - PJ Morton – Watch the Sun                                              |            |
| 2024 | Victoria Monét            | Jaguar II                       | - Babyface – Girls Night Out - Coco Jones – What I Didn't Tell You - Emily King – Special Occasion - Summer Walker – Clear 2: Soft Life EP                                         | [ 26 ]     |